# 錫伯河 (德国)
51°38′42.6″N 10°13′49.2″E / 51.645167°N 10.230333°E

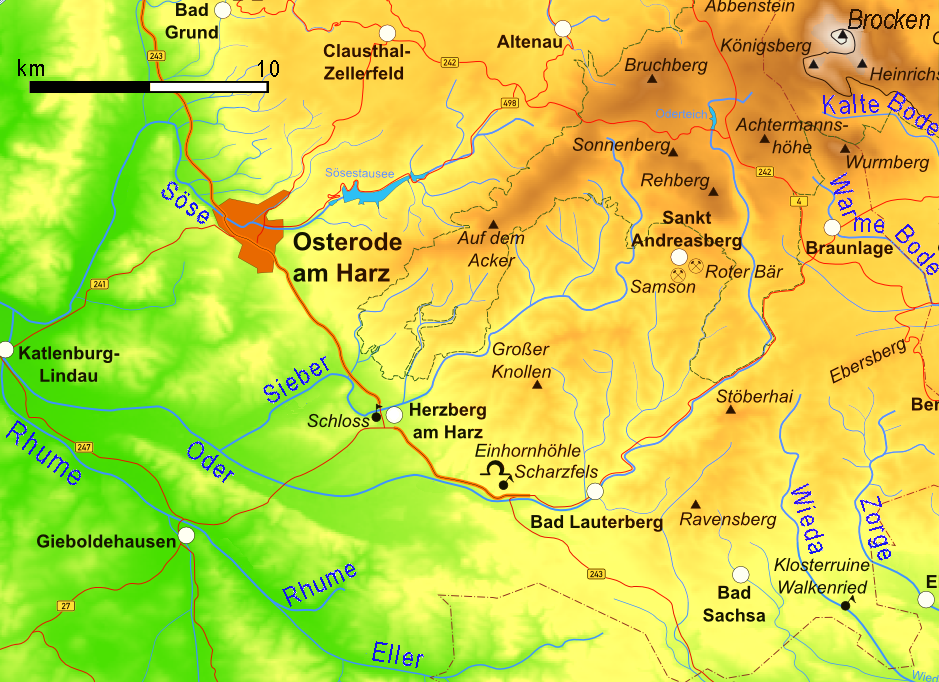

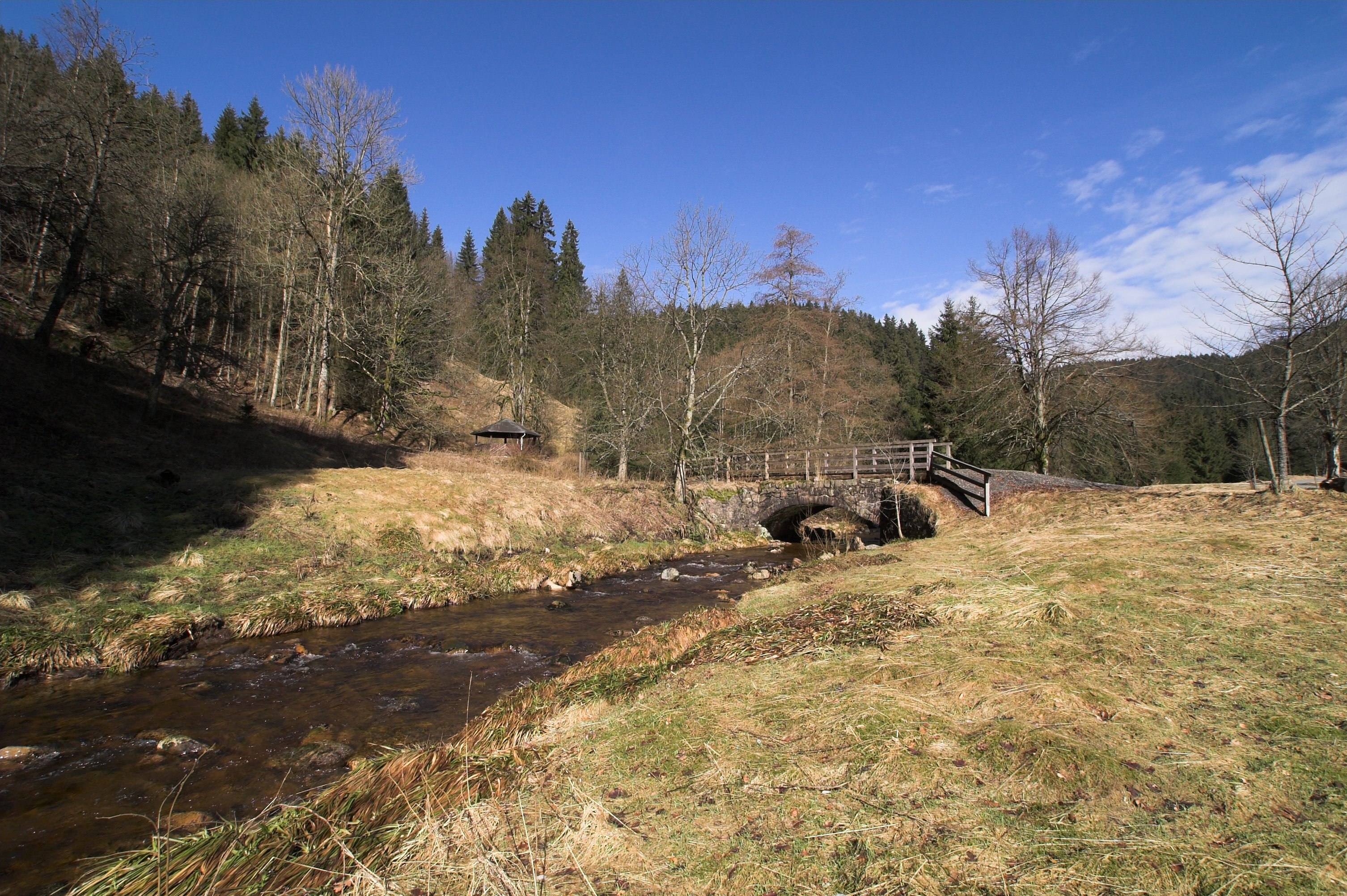

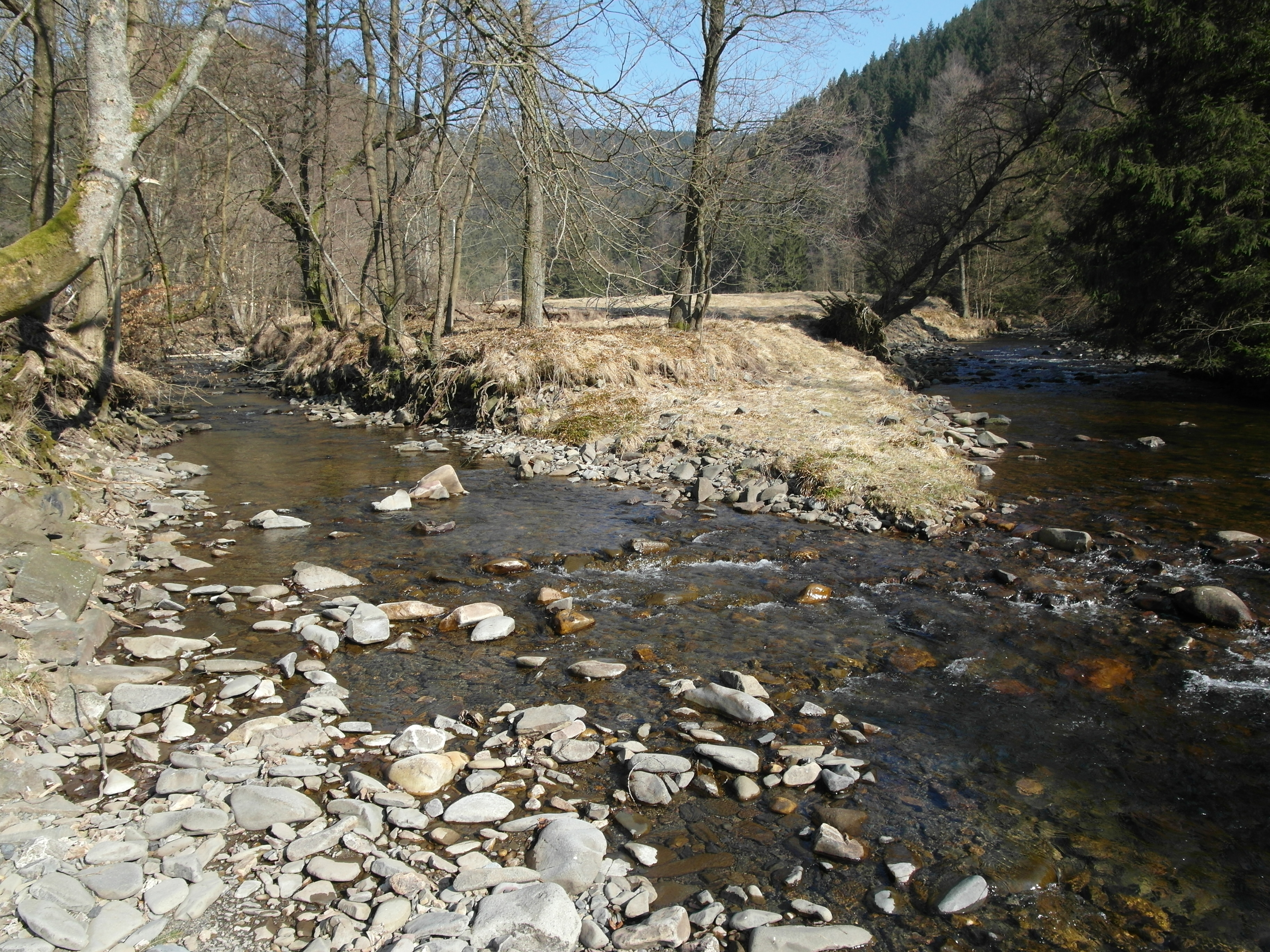

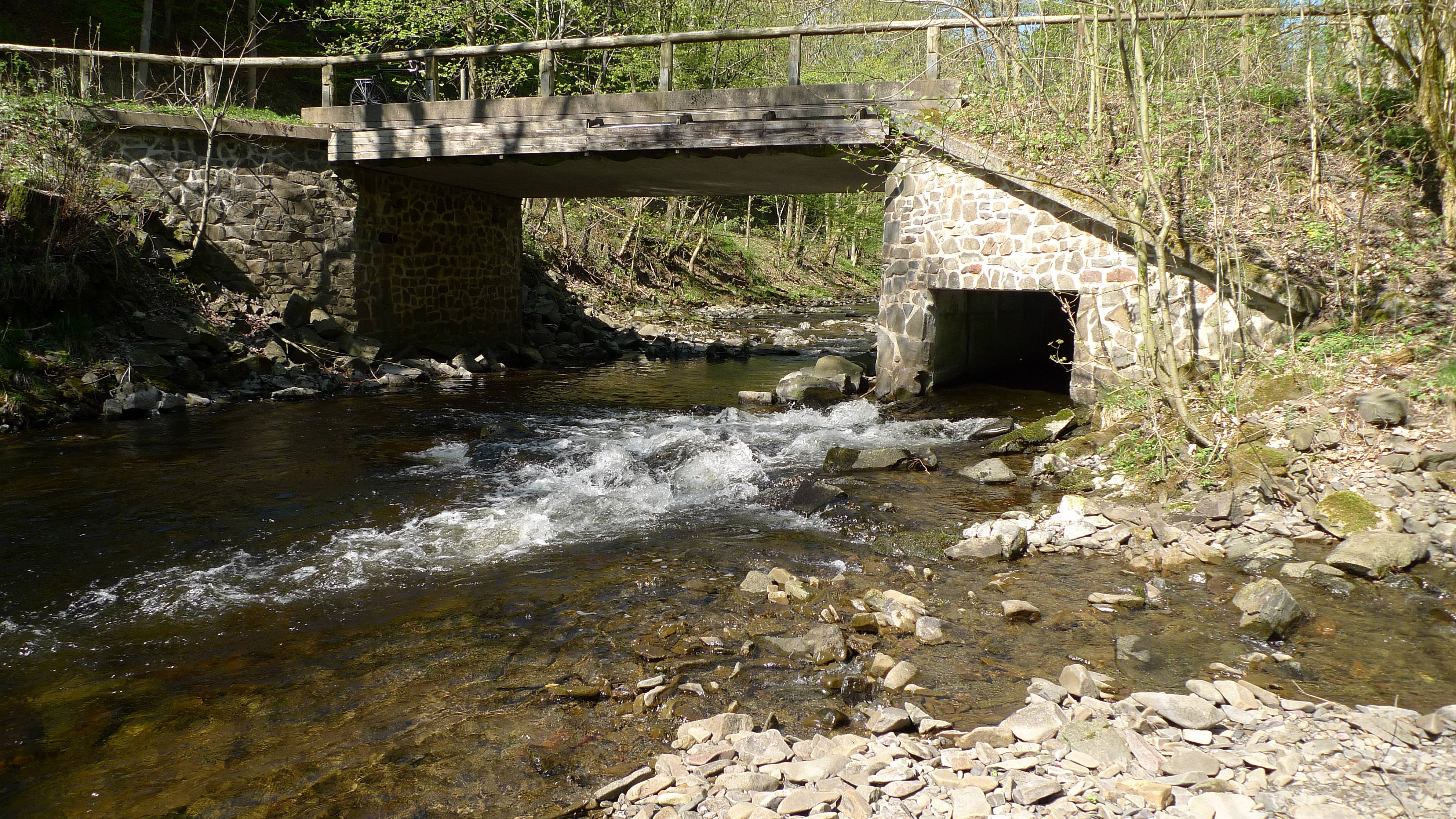

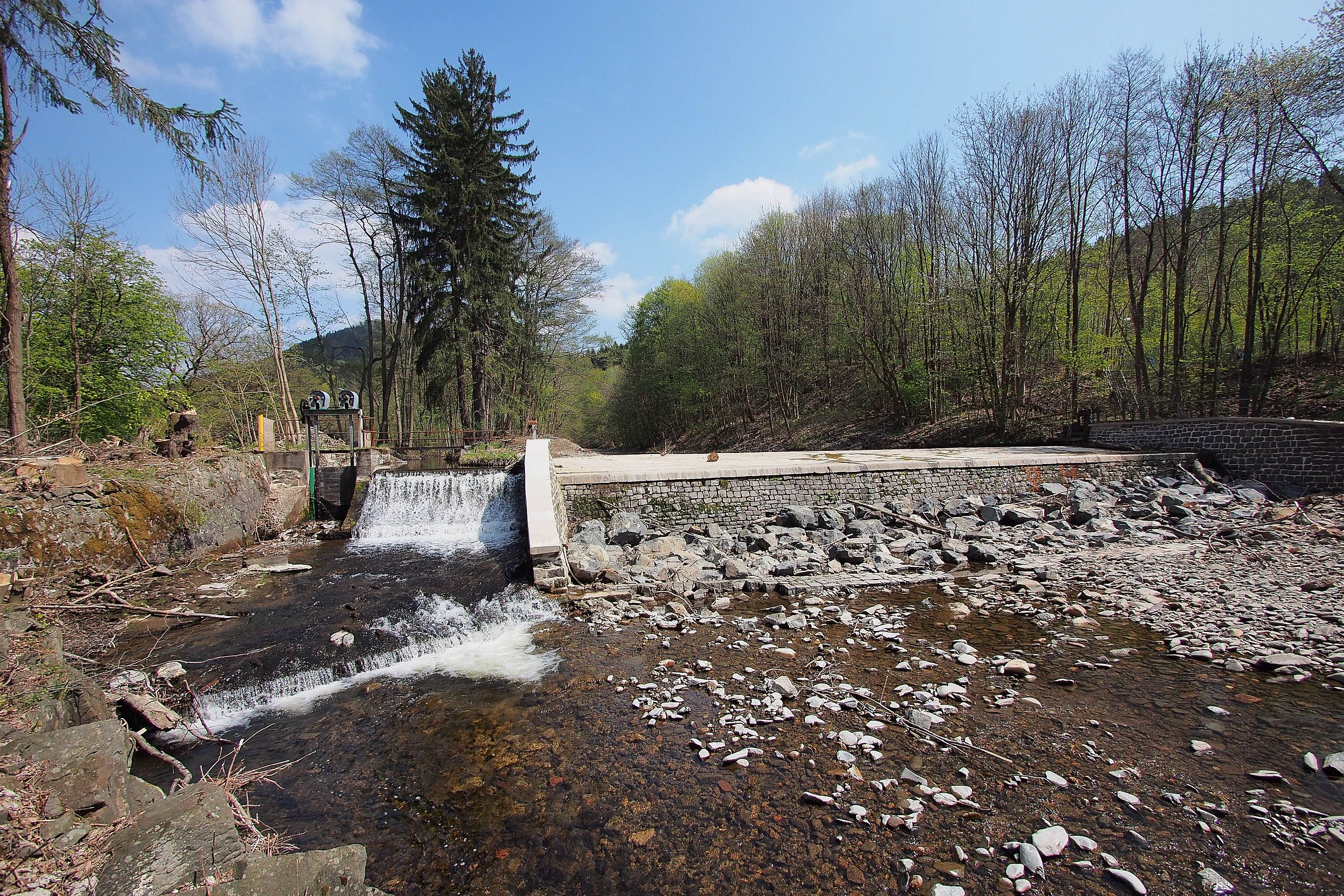

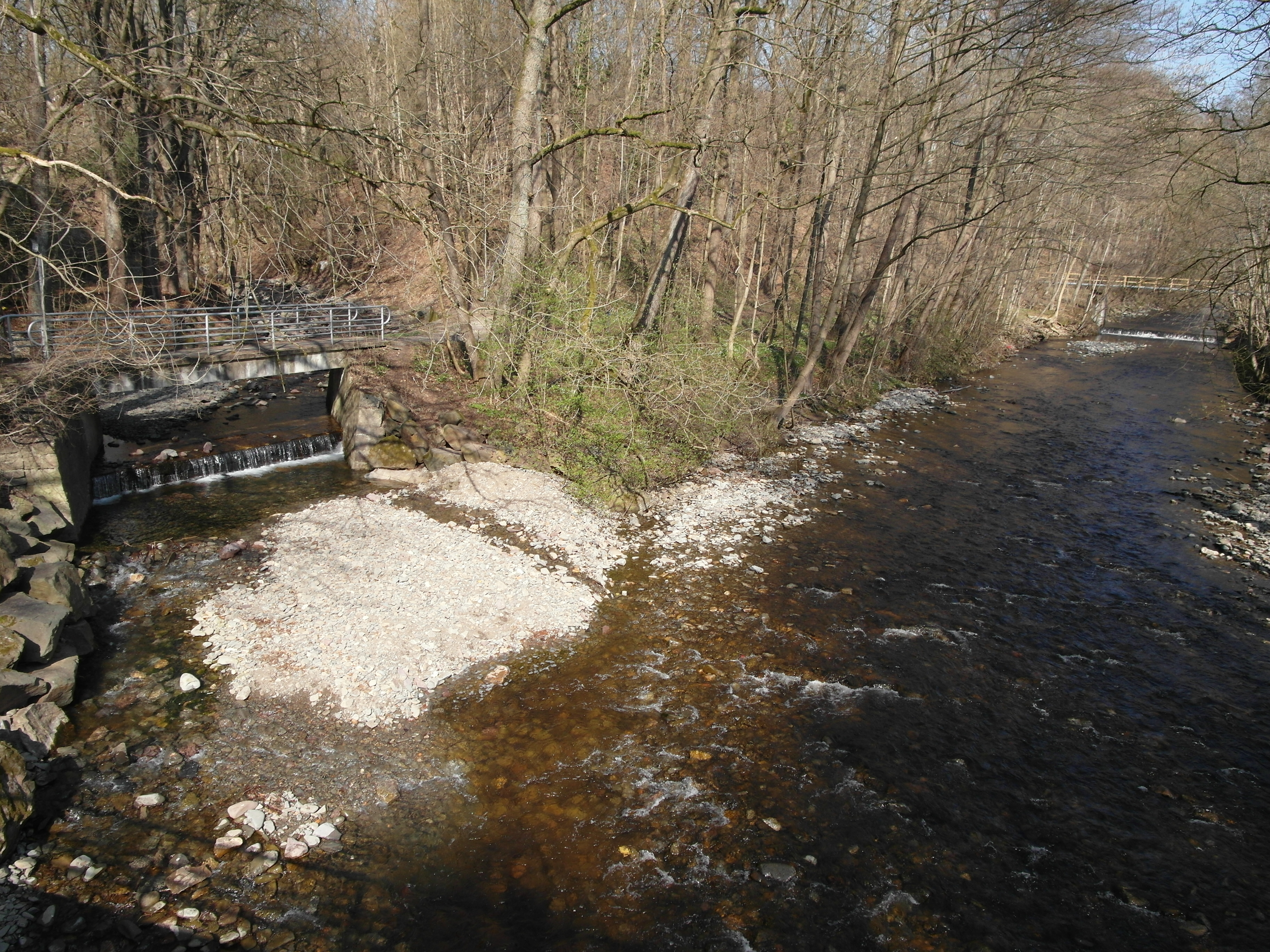

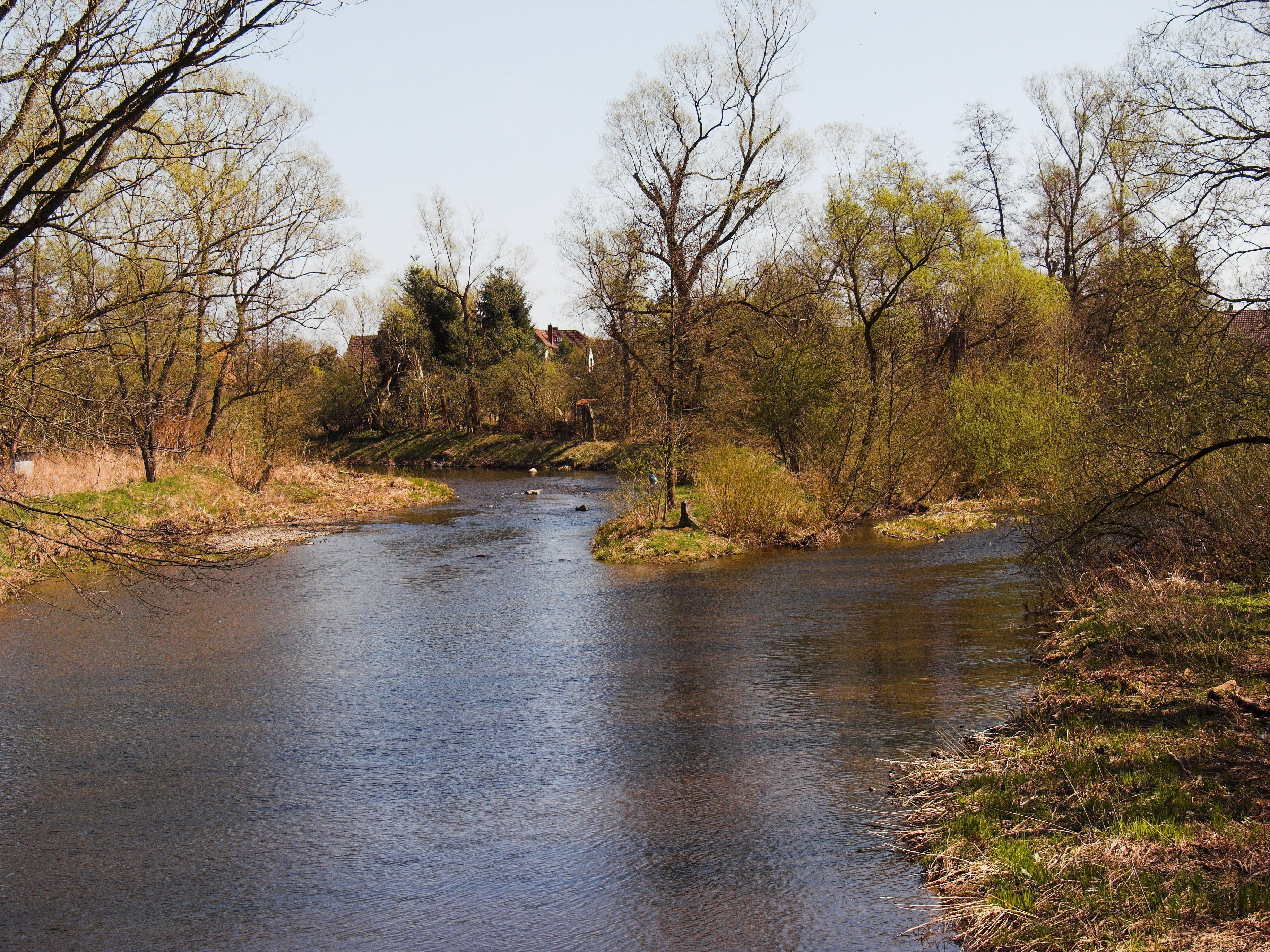

錫伯河（德語：Sieber），是德國的河流，位於該國中部，由下薩克森州負責管轄，屬於奧得河的右支流，河道全長35公里，流域面積141平方公里，發源自哈茨山，河口處在哈茨山麓哈托夫。